# Manuk (Roti)
Manuk ist eine indonesische Insel im Timorarchipel (Kleine Sundainseln). Sie gehört zum Kabupaten (Regierungsbezirk) Rote Ndao in der Provinz Ost-Nusa Tenggara.
Manuk liegt vor der südwestlichen Küste der Insel Roti. Auf Manuk selbst gibt es ein Dorf an der Nordwestküste. Südlich von Manuk sind Batu Bibi und weitere kleinere Inseln vorgelagert.